# Vervoorne Molen
De Vervoorne Molen is een poldermolen gebouwd rond 1700 aan de Schenkeldijk in Werkendam, in de gemeente Altena. De molen had tot doel het bemalen van de Vervoorne Polder en verving een eerdere wipmolen. De grondzeiler is een houten achtkante molen, uitgerust met een scheprad met een diameter van 5,71 m.
Tot 1934 heeft de molen de polder geheel op windkracht kunnen droogmalen, daarna is een elektromotor ingebouwd. De molen werd in 1965 buiten bedrijf gesteld. Tegenwoordig is de Vervoorne Molen maalvaardig in circuit.
De molen is eigendom van de Molenstichting Land van Heusden & Altena en is op afspraak te bezoeken.
Zowel de Voorste Vliet als de Achtervliet komen uit bij de Vervoorne Molen. Deze vlieten dienen van oudsher als afwatering van de Vervoorne Polder.